# Operace Yellowbird
Operace Yellowbird (zjednodušená čínština: 黄雀行动; tradiční čínština: 黃雀行動) byla hongkongská operace, jejímž cílem bylo pomoci čínským disidentům, kteří se účastnili protestů na náměstí Nebeského klidu v roce 1989, uniknout zatčení čínskou vládou a usnadnit jim odchod do zahraničí přes Hongkong. Na operaci se podílely západní zpravodajské služby, například britská tajná zpravodajská služba (MI6) a americká Ústřední zpravodajská služba (CIA). Mezi dalšími přispěvateli byli politici, celebrity, podnikatelé a členové hongkongských triád, kteří tvořili „nepravděpodobné“ spojenectví, jež operaci udržovalo po většinu jejího trvání.
Operace začala poté, co pekingský městský úřad veřejné bezpečnosti vydal 13. června 1989 příkaz k zadržení vůdců Pekingské studentské autonomní federace, kteří byli na útěku. Operace trvala až do roku 1997 a pomohla více než 400 disidentům, kteří byli propašováni přes Hongkong a poté dále do západních zemí. Mezi uprchlíky byli například Wu'erkaixi, Čchaj Ling, Li Lu, Feng Congde, Čchen I-c' a Su Siao-kchang. Tři hongkongští aktivisté byli čínskými úřady zatčeni, ale později byli po zásahu hongkongské vlády propuštěni.

## Název
Operace získala své jméno podle čínského výrazu „Kudlanka sleduje cikádu, aniž by věděla o žlutém ptáku za ní“ (螳螂捕蟬，黃雀在後).
Reverend Chu Yiu-Ming, jeden z hlavních členů hongkongské Aliance na podporu vlasteneckých demokratických hnutí Číny v roce 1989, také tvrdil, že název pochází z haitské lidové písně Žlutý pták. V rozhovoru pro South China Morning Post vysvětlil, že skupina „chtěla, aby aktivisté létali volně po obloze, stejně jako žlutí ptáci“.

## Pozadí
Několik dní po potlačení protestů na náměstí Nebeského klidu v roce 1989 Peking vydal seznam hledaných vůdců protestů. V reakci na to aktivisté v Hongkongu, včetně hongkongské Aliance, v polovině června 1989 vytvořili operaci Yellowbird, která měla hledaným aktivistům pomoci uprchnout z Číny. Podle listu The Washington Post tato skupina po potlačení protestů Pekingem sestavila s pomocí západních zpravodajských služeb a asijské mafie, takzvaných triád, první seznam 40 disidentů, o nichž se domnívala, že by mohli vytvořit jádro „čínského demokratického hnutí v exilu“.

## Financování
Podle posmrtně vydaných pamětí hongkongského politického veterána a vůdce Aliance Szeto Waha byl Yellowbird financován především hongkongskými podnikateli a celebritami, kteří sympatizovali s osudem aktivistů, ale rozsáhlou pomoc poskytla i koloniální vláda.
Organizátoři operace utratili až 600 000 hongkongských dolarů (64 000 USD) na záchranu každého aktivisty a na pokrytí dalších nákladů na jejich převoz do zahraničí. Částky vynaložené na záchranu se pohybovaly mezi 50 000 a 500 000 hongkongskými dolary v závislosti na konkrétní logistice s přihlédnutím k politickým rizikům a počtu pokusů. Než se Wu'erkaiximu podařilo uprchnout, bylo vynaloženo více než 600 000 hongkongských dolarů a uskutečnily se tři pokusy. Členové triád, kteří řídili pašerácké trasy uvnitř Číny, navíc požadovali platby ve výši přibližně 25 000 hongkongských dolarů za každý pokus, bez ohledu na jeho úspěch či neúspěch. Pomoc majitelů lodí, kteří měli občas kontakty na triády, stála přibližně 200 000 hongkongských dolarů za přepravu čtyř až pěti cestujících.
Operaci financovali hongkongští podnikatelé a podle časopisu Newsweek i jeden mafián; aktivisté původně vybrali od podnikatelů na financování operace 260 000 dolarů. Jedním z takových podnikatelů je Lo Hoi-sing, který byl během operace zatčen. Mezi dalšími mecenáši byli zpěvačka Anita Mui a filmař Alan Tang. Podle Szeta oba poskytli na pomoc aktivistům významnou finanční a materiální podporu. Szeto uvedl: „Tang měl v Macau velký vliv a zapojil se osobně, aby ušetřil čas, ale zůstal nenápadný a nikdy si nenárokoval svůj podíl na slávě.“ V rámci Číny pocházela značná finanční podpora operace z různých zdrojů, například od podnikatelských osobností a běžných občanů, kteří s aktivisty sympatizovali. Diplomaté v Hongkongu mohli pomoci také tím, že pro uprchlíky zajistili víza k odjezdu do různých zemí. Finanční prostředky byly použity na náklady na převoz osob přímo z pevninské Číny a také na finanční pomoc dalším disidentům, kteří se do Hongkongu dostali sami.
Peníze na záchranu získávala operace především soukromě, protože se obávala, že by upozornila tehdejší britské úřady, které byly před předáním Hongkongu Číně v roce 1997 opatrné. Existovaly obavy z možných následků ze strany Pekingu, pokud by se prozradily jakékoliv poznatky o pomoci poskytnuté disidentům. Přesto se operaci podařilo v počátcích shromáždit od podnikatelské komunity finanční prostředky ve výši přibližně 2 000 000 USD.

## Podrobnosti operace
Těsně po skončení protestů uniklo z Číny za pomoci této operace sedm z 21 nejhledanějších studentů, ačkoli někteří o její existenci v té době neměli ani tušení. Těmito sedmi osobami byli Wu'erkaixi, Čchaj Ling, Feng Congde, Li Lu, Liang Qingtun, Wang Chaohua a Zhang Boli, zatímco zbývajících čtrnáct osob ze seznamu se buď vzdalo, nebo bylo následně zajato. Jako celek Yellowbird úspěšně pomohl více než 400 disidentům, kteří byli propašováni přes Hongkong a poté dále do západních zemí. Mezi další uprchlíky patří Chen Yizi a Yan Jiaqi, tehdejší vysocí vládní poradci Čao C’-janga, spolu s hledaným intelektuálem Su Siao-kchangeem. Kromě prodemokratických aktivistů se zachránili také zběhlí vojáci Lidové osvobozenecké armády a policejní pracovníci, kteří poskytovali pomoc při operaci.
Únikové týmy z Hongkongu byly do Číny vyslány pod záminkou speciálně vytvořených obchodních společností. Záchranné mise začaly vyhledáváním konkrétních disidentů na základě informací a tipů, které Aliance obdržela o místě jejich pobytu. Velká pozornost byla věnována zajištění totožnosti uprchlíků: kódové věty nebo shodné poloviny fotografie umožňovaly oběma stranám rozpoznat a důvěřovat té druhé. Po ověření osob se používaly také falešné doklady a převleky, přičemž některé týmy k tomuto účelu využívaly maskéry. Po nalezení disidentů musely skupiny rychle usnadnit jejich převoz do Hongkongu. Spolupráce triád umožnila Alianci přístup k existujícím převaděčským sítím a rozsáhlým kontaktům. Spolupracující skupiny souhlasily s poskytnutím bezplatné pomoci při operaci, ale požadovaly, aby jejich spolupracovníci na obou stranách hranice dostali zaplaceno. Přestože triády umožnily určitá spojení, většina převaděčů zapojených do záchranných operací nebyla samotnými členy triád. Uprchlíci se obvykle dostali do Kuang-tungu za pomoci sympatizantů a únikových týmů, kteří je ukryli v domech, továrnách a skladech, odkud byli následně převezeni do Hongkongu. Osoby byly pozdě v noci odváženy na rychlých člunech nebo ukládány jako lodní náklad, aby se vyhnuly dopadení. Pašeráci se při zajišťování úspěšných cest spoléhali na své kontakty v čínské policii a pobřežní stráži, zatímco ostatní celní a imigrační úředníci byli příležitostně podpláceni, aby přimhouřili oči. Podle listu The Washington Post měla operace kontakty ve „vládních odděleních, místních úřadech veřejné bezpečnosti, pohraničních jednotkách, pobřežní stráži a dokonce i u provozovatelů radarů“.
Disidenti se z Kuang-tungu do Hongkongu dostávali čtyřmi hlavními cestami: Ze Shekou do elektrárny Castle Peak v Tuen Munu, z Huidong do Chai Wan, ze Šan-wej do Wong Chuk Hang a z Nan'ao do Sai Kungu. Pátý průchod, ulice Chung Ying v Sha Tau Kok, byl také možností pro útěk, protože jedna strana patřila Hongkongu a druhá pevninské Číně. Po příjezdu do Hongkongu se disidenti ukrývali v různých úkrytech, zatímco probíhaly přípravy na jejich definitivní odjezd. Úkryty jako tábor Nai Chung v Sai Kungu pojaly v době největšího rozmachu až 30 aktivistů najednou.
Newsweek tvrdí, že tyto záchranné oddíly podnikaly výpady na čínské území, přičemž se na odvádění podíleli i agenti amerických a britských zpravodajských služeb. Bývalý velvyslanec USA v Číně James Lilley však uvedl, že Američané se podíleli „téměř výhradně na legálních exfiltracích“. Na útěcích spolupracovala zahraniční velvyslanectví, CIA dodávala materiál v podobě sofistikovaného vybavení a dalších prostředků k útěku a lsti, a dokonce i zbraně.
S operací pomáhal také Chan Tat-Ching alias Bratr Šest, který měl přístup k různým rychlým člunům a pašerákům, kteří se specializovali na přepravu zboží mezi pevninskou Čínou a Hongkongem a byl označován za hlavního organizátora operace. Chan a jeho partneři vytvořili osmnáctistránkový plán útěku disidentů, který zahrnoval různé detaily, jako jsou trasy, tajné signály a kontaktní místa. Jeho jediným pravidlem pro spolupráci se Žlutým ptákem bylo, že on ani jeho společníci nesmějí být za žádných okolností známi osobám, které zachraňují. Szeto ve svých pamětech podrobně popisuje, že operace byla přísně tajná a vědělo o ní pouze šest členů Aliance. Chan, o němž Szeto hovoří pouze jako o veliteli logistiky, však údajně operaci kompromitoval tím, že po zatčení svého bratra prozradil únikové cesty představitelům pevniny, a Szeto ho vyhodil.
Britské úřady povolily pokračování operace a nebraly ohled na to, jakým způsobem se disidenti dostali do kolonie, pokud rychle a v tichosti odjeli do jiné země, diplomaté a úředníci pracovali na letišti Kai Tak, aby zajistili odlety, které se vyhnuly obvyklým byrokratickým kanálům, a minimalizovali tak kontrolu uprchlíků ze strany imigračních úředníků a tisku. Alistair Asprey, bývalý tajemník pro bezpečnost v Hongkongu, v rozhovoru pro agenturu Bloomberg uvedl, že se úředníci při různých příležitostech setkávali s pracovníky zahraničních konzulátů a žádali je o přijetí disidentů. Chu Yiu-ming, jeden z hlavních členů Aliance, také posílal zahraničním vládám dopisy se žádostí o schválení žádosti o azyl. Některým uprchlíkům se podařilo uprchnout do Spojených států a také do Francie, která prý byla podle organizátorů YellowBird nejvstřícnější.

## Problémy a konec operace
Operace se během svého trvání setkala s několika komplikacemi. Různé okolnosti přinutily Čchan Tat-čchinga od operace odstoupit, a to hned poté, co zprostředkoval záchranu celkem 133 osob. Dva z jeho mužů a jeden prchající student zahynuli při havárii člunu. Dne 13. října 1989 byli další dva jeho muži zatčeni poté, co se ukázalo, že pokus o záchranu intelektuálů Čchen C'-minga a Wang Ťün-tchaa byl jen zákeřnou akcí. Dostali falešné informace o dvou hledaných intelektuálech a byli zadrženi čínskými policisty, když přišli muže identifikovat. V roce 1990 se Chan vydal do Pekingu a zajistil propuštění svých dvou agentů výměnou za ukončení spolupráce s dalšími uprchlíky. Samotnému Chanovi se v roce 1991 podařilo „vyjednat“, aby se dostal z problémů s ČLR, když přesvědčil některé oficiální partnery, že jeho úmysly jsou vlastenecké. V roce 1996 byl však Chan vážně zraněn poté, co ho v Hongkongu napadli neznámí útočníci.
Tři hongkongští aktivisté spojení s operací byli zatčeni čínskými úřady na pevnině, ale později byli po zásahu hongkongské vlády propuštěni. V roce 2002 zemřel za záhadných okolností v sousedním Šen-čenu hongkongský demokrat Leung Wah, který se na operaci rovněž podílel. Ačkoli to nebylo nikdy tak či onak prokázáno, Leungovi spolupracovníci se domnívají, že zemřel rukou bezpečnostních agentů ČLR.
Operace probíhala až do roku 1997, kdy byla svrchovanost Hongkongu převedena na Čínu. Někteří uprchlíci zůstali ve městě po celá léta a čekali na svůj odchod, který nastal, když se v měsících před návratem kolonie horečně vyvíjelo diplomatické úsilí.